# Alvarenga (Minas Gerais)
Alvarenga é um município brasileiro no interior do estado de Minas Gerais, Região Sudeste do país. Localiza-se no Vale do Rio Doce e está situado a cerca de 450 km a leste da capital do estado. Ocupa uma área de 278,175 km², sendo que menos de 1 km² está em perímetro urbano, e sua população foi estimada em 4 012 habitantes em 2024.
A sede tem uma temperatura média anual de 21,8 °C e na vegetação original do município predomina a Mata Atlântica. Com 48% da população vivendo na zona urbana, Alvarenga contava, em 2009, com três estabelecimentos de saúde. O seu Índice de Desenvolvimento Humano (IDH) é de 0,592, classificado como baixo em relação ao estado.
O desbravamento da região teve início na segunda metade do século XVII, intensificado-se após a descoberta de ouro no futuro povoado de Cuieté (atual Conselheiro Pena). No entanto, somente após a chegada de João de Barros e sua filha, Maria Guanhães, é que se iniciou a formação dos primeiros núcleos habitacionais, que se desenvolveram em função das terras férteis e propícias ao cultivo do café. Em 1890, foi criado o distrito, subordinado a Caratinga, que passou a pertencer a Itanhomi em 1923 e a Conselheiro Pena em 1938 e se emancipou em 1962, instalando-se em 1º de março de 1963.
A agropecuária e o setor de prestação de serviços correspondem às principais fontes de renda do município. O artesanato e os grupos musicais e de dança configuram-se como algumas das principais manifestações culturais, juntamente com os eventos festivos tais como o Carnaval, as comemorações do aniversário da cidade e as celebrações tradicionais religiosas da Festa de Nossa Senhora da Saúde, padroeira municipal.

## História
O desbravamento da região do atual município de Alvarenga teve início na segunda metade do século XVII, tendo se intensificado após a descoberta de ouro no futuro povoado de Cuieté (atual município de Conselheiro Pena) pelo bandeirante paulista Antônio Rodrigues Arzão. O local até então era habitado exclusivamente pelos índios Botocudos e os primeiros exploradores chegaram ao lugar através do rio Manhuaçu, adentrando seus afluentes à procura do metal, cuja exploração legal seria possível somente na década de 1740, após autorização do Conde de Bobadela. Em 1745, a região da atual cidade foi desbravada e habitada pelo paulista José Pereira de Alvarenga, o que deu identidade à localidade, batizada algum tempo depois de Ribeirão do Alvarenga.
Durante décadas os indígenas foram exterminados pelos colonizadores, que tinham objetivo de dominar as terras. Os índios que sobreviviam eram catequizados e civilizados, sendo que no começo do século XIX restavam poucos representantes da etnia, a maioria servindo como mão de obra das fazendas existentes nas redondezas. Ribeirão do Alvarenga estava situado no caminho da estrada ligando Vila Rica — atual Ouro Preto, então capital da Província de Minas Gerais — a Cuieté, visando ao transporte do ouro, que viria a se esgotar após 1780.
Na década de 1830, passou pela região uma caravana que abria caminho pela mata. O grupo seguiu viagem, porém afixaram-se no lugar João de Barros e sua filha Maria Florinda dos Prazeres, conhecida como Maria Guanhães, de apenas 11 anos de idade. Juntos ergueram uma capela e deram início à formação do arraial. Nos anos seguintes vieram outros pioneiros, dando sequência ao povoamento da região, e na década de 1850, a posse das terras foi dada aos irmãos, Tristão Cristiano de Vasconcelos e Basílio Rodrigues de Vasconcelos. O acesso a outras regiões mineiras foi facilitado após a abertura de uma estrada ligando Cuieté a Ponte Nova, passando por Alvarenga, com objetivo de conectar a região a outra estrada que partia de Ouro Preto a Vitória (cujo trecho daria origem à BR-262).
As terras continuaram a ser repartidas e vendidas, favorecendo a formação de novos núcleos habitacionais, que se desenvolveram em função das terras férteis e propícias ao cultivo do café. Pelo decreto de 10 de abril de 1880 foi criado o distrito, denominado Floresta e subordinado a Caratinga, passando a fazer parte do município de Itanhomi pela lei estadual nº 843, de 7 de setembro de 1923, e posteriormente de Conselheiro Pena pelo decreto-lei estadual nº 148, de 17 de dezembro de 1938. Pelo decreto-lei estadual nº 1.058, de 31 de dezembro de 1943, o distrito passou a ter seu nome atual (Alvarenga), sendo emancipado pela lei estadual nº 2.764, de 30 de dezembro de 1962, e instalado em 1º de março de 1963.

## Geografia
A área do município, segundo o Instituto Brasileiro de Geografia e Estatística (IBGE), é de 278,175 km², sendo que 0,7 km² constituem a zona urbana. Situa-se a 19º25'02" de latitude sul e 41°43'43" de longitude oeste e está a uma distância de 455 quilômetros a leste da capital mineira. Seus municípios limítrofes são Tarumirim, a norte e oeste; Inhapim, a oeste e sul; Pocrane, a sudeste; e Conselheiro Pena, a leste e norte.
De acordo com a divisão regional vigente desde 2017, instituída pelo IBGE, o município pertence às Regiões Geográficas Intermediária de Ipatinga e Imediata de Caratinga. Até então, com a vigência das divisões em microrregiões e mesorregiões, fazia parte da microrregião de Aimorés, que por sua vez estava incluída na mesorregião do Vale do Rio Doce.

### Relevo, hidrografia e meio ambiente
O relevo do município de Alvarenga é predominantemente montanhoso. Em aproximadamente 90% do território alvarenguense há o predomínio de áreas com mares de morros e terrenos montanhosos, enquanto cerca de 9% é coberto por lugares ondulados e os 1% restantes são áreas planas. A altitude máxima encontra-se na Serra do Pinhão, que chega aos 1 577 metros, enquanto que a altitude mínima está no rio Manhuaçu, com 294 metros. Já o ponto central da cidade está a 400 m. A vegetação predominante é a Mata Atlântica, cujas reservas remanescentes ocupavam 2 531 hectares em 2011, ou 9,1% da área total municipal.
O principal manancial que passa por Alvarenga é o rio Manhuaçu, porém o território municipal é banhado por vários cursos hídricos de pequeno porte, sendo alguns deles os ribeirões Alvarenga e Padre Ângelo e o córrego Floresta, fazendo parte da bacia do rio Doce. Há a presença de uma usina hidrelétrica, classificada como uma pequena central hidrelétrica (PCH), a PCH Cachoeirão. Por vezes, na estação das chuvas, os rios que cortam o município sofrem com a elevação de seus níveis, provocando enchentes em suas margens. A cidade foi uma das mais afetadas pelas enchentes de 1979, que também atingiram vários municípios do leste mineiro banhados pelo rio Doce e seus afluentes, e em 2005 e 2009 fortes chuvas provocaram novamente grandes inundações nas proximidades dos rios.

### Clima
| Maiores acumulados diários de chuva registrados em Alvarenga por meses | Maiores acumulados diários de chuva registrados em Alvarenga por meses | Maiores acumulados diários de chuva registrados em Alvarenga por meses | Maiores acumulados diários de chuva registrados em Alvarenga por meses | Maiores acumulados diários de chuva registrados em Alvarenga por meses | Maiores acumulados diários de chuva registrados em Alvarenga por meses |
| Mês                                                                    | Acumulado                                                              | Data                                                                   | Mês                                                                    | Acumulado                                                              | Data                                                                   |
| ---------------------------------------------------------------------- | ---------------------------------------------------------------------- | ---------------------------------------------------------------------- | ---------------------------------------------------------------------- | ---------------------------------------------------------------------- | ---------------------------------------------------------------------- |
| Janeiro                                                                | 122,9 mm                                                               | 15/01/2003                                                             | Julho                                                                  | 35,8 mm                                                                | 11/07/2004                                                             |
| Fevereiro                                                              | 79,4 mm                                                                | 01/02/2005                                                             | Agosto                                                                 | 24,5 mm                                                                | 16/08/2003                                                             |
| Março                                                                  | 182,1 mm                                                               | 01/03/1997                                                             | Setembro                                                               | 40 mm                                                                  | 23/09/2002                                                             |
| Abril                                                                  | 125,1 mm                                                               | 02/04/2015                                                             | Outubro                                                                | 90,2 mm                                                                | 29/10/1996                                                             |
| Maio                                                                   | 76,2 mm                                                                | 22/05/2002                                                             | Novembro                                                               | 120 mm                                                                 | 30/11/1997                                                             |
| Junho                                                                  | 50 mm                                                                  | 13/06/2009                                                             | Dezembro                                                               | 119 mm                                                                 | 21/12/2013                                                             |
| Fonte: Agência Nacional de Águas e Saneamento Básico (ANA).            |                                                                        |                                                                        |                                                                        |                                                                        |                                                                        |

O clima alvarenguense é caracterizado, segundo o IBGE, como tropical sub-quente semiúmido (tipo Aw segundo Köppen), tendo temperatura média anual de 21,8 °C com invernos secos e amenos e verões chuvosos e com temperaturas elevadas. O mês mais quente, março, tem temperatura média de 24,5 °C, sendo a média máxima de 29,5 °C e a mínima de 19,5 °C. E o mês mais frio, julho, de 18,8 °C, sendo 25,1 °C e 12,5 °C as médias máxima e mínima, respectivamente. Outono e primavera são estações de transição.
A precipitação média anual é de 1 182 mm, sendo junho o mês mais seco, quando ocorrem apenas 14,6 mm. Em dezembro, o mês mais chuvoso, a média fica em 206,5 mm. Nos últimos anos, entretanto, os dias quentes e secos durante o inverno têm sido cada vez mais frequentes, não raro ultrapassando a marca dos 30 °C, especialmente entre julho e setembro. Em junho de 2008, por exemplo, a precipitação de chuva na cidade não passou dos 0 mm. Durante a época das secas e em longos veranicos em pleno período chuvoso também são comuns registros de queimadas em morros e matagais, principalmente na zona rural da cidade, o que contribui com o desmatamento e com o lançamento de poluentes na atmosfera, prejudicando ainda a qualidade do ar.
Segundo dados da Companhia de Pesquisa de Recursos Minerais (CPRM), desde 1995 o maior acumulado de chuva registrado em 24 horas em Alvarenga foi de 182,1 mm no dia 1º de março de 1997. Outros grandes acumulados foram de 125,1 mm em 2 de abril de 2015, 122,9 mm em 15 de janeiro de 2003 e 120 mm em 30 de novembro de 1997. De acordo com o Instituto Nacional de Pesquisas Espaciais (INPE), o município é o 815º colocado no ranking de ocorrências de descargas elétricas no estado de Minas Gerais, com uma média anual de 0,8652 raios por quilômetro quadrado.
| Dados climatológicos para Alvarenga | Dados climatológicos para Alvarenga | Dados climatológicos para Alvarenga | Dados climatológicos para Alvarenga | Dados climatológicos para Alvarenga | Dados climatológicos para Alvarenga | Dados climatológicos para Alvarenga | Dados climatológicos para Alvarenga | Dados climatológicos para Alvarenga | Dados climatológicos para Alvarenga | Dados climatológicos para Alvarenga | Dados climatológicos para Alvarenga | Dados climatológicos para Alvarenga | Dados climatológicos para Alvarenga |
| Mês                                 | Jan                                 | Fev                                 | Mar                                 | Abr                                 | Mai                                 | Jun                                 | Jul                                 | Ago                                 | Set                                 | Out                                 | Nov                                 | Dez                                 | Ano                                 |
| ----------------------------------- | ----------------------------------- | ----------------------------------- | ----------------------------------- | ----------------------------------- | ----------------------------------- | ----------------------------------- | ----------------------------------- | ----------------------------------- | ----------------------------------- | ----------------------------------- | ----------------------------------- | ----------------------------------- | ----------------------------------- |
| Temperatura máxima média (°C)       | 29,1                                | 29,5                                | 29,5                                | 27,7                                | 26,4                                | 25,4                                | 25,1                                | 25,9                                | 26,4                                | 27,2                                | 27,8                                | 28,2                                | 27,3                                |
| Temperatura mínima média (°C)       | 18,3                                | 18,9                                | 19,1                                | 17,2                                | 15                                  | 12,9                                | 12,5                                | 13,6                                | 14,9                                | 17,6                                | 18,5                                | 18,7                                | 16,4                                |
| Precipitação (mm)                   | 199,9                               | 102,9                               | 144,4                               | 74                                  | 36,6                                | 14,6                                | 15,4                                | 22,1                                | 51,3                                | 122,7                               | 191,6                               | 206,5                               | 1 182                               |
| Fonte: Somar Meteorologia           |                                     |                                     |                                     |                                     |                                     |                                     |                                     |                                     |                                     |                                     |                                     |                                     |                                     |

## Demografia
Em 2022, a população foi estimada em 4 012 habitantes pelo censo daquele ano, realizado pelo Instituto Brasileiro de Geografia e Estatística (IBGE). Em 2010, a população era de 4 444 habitantes. Segundo o censo de 2010, 2 239 habitantes eram homens e 2 205 habitantes mulheres. Ainda segundo o mesmo censo, 2 119 habitantes viviam na zona urbana e 2 325 na zona rural. Da população total em 2010, 1 035 habitantes (23,29%) tinham menos de 15 anos de idade, 2 932 habitantes (65,98%) tinham de 15 a 64 anos e 477 pessoas (10,73%) possuíam mais de 65 anos, sendo que a esperança de vida ao nascer era de 72,9 anos e a taxa de fecundidade total por mulher era de 1,8.
Em 2010, a população alvarenguense era composta por 1 755 brancos (39,49%), 140 negros (3,15%), 71 amarelos (1,60%), 2 475 pardos (55,69%) e três indígenas (0,07%). Considerando-se a região de nascimento, 4 380 eram nascidos no Sudeste (98,56%), sete na Região Norte (0,16%), 18 no Nordeste (0,39%), três no Centro-Oeste (0,06%) e dois no Sul (0,06%). 4 271 habitantes eram naturais do estado de Minas Gerais (96,1%) e, desse total, 3 569 eram nascidos em Alvarenga (80,32%). Entre os 2 254 naturais de outras unidades da federação, São Paulo era o estado com maior presença, com 58 pessoas (1,31%), seguido pelo Espírito Santo, com 38 residentes (0,85%), e por Sergipe, com nove habitantes residentes no município (0,20%).
O Índice de Desenvolvimento Humano Municipal (IDH-M) de Alvarenga é considerado baixo pelo Programa das Nações Unidas para o Desenvolvimento (PNUD), sendo que seu valor é de 0,592 (o 4331º maior do Brasil). A cidade possui a maioria dos indicadores abaixo ou ligeiramente abaixo da média nacional segundo o PNUD. Considerando-se apenas o índice de educação o valor é de 0,441, o valor do índice de longevidade é de 0,798 e o de renda é de 0,589. De 2000 a 2010, a proporção de pessoas com renda domiciliar per capita de até meio salário mínimo reduziu em 40,2% e em 2010, 67,3% da população vivia acima da linha de pobreza, 14,3% encontrava-se na linha da pobreza e 18,4% estava abaixo e o coeficiente de Gini, que mede a desigualdade social, era de 0,526, sendo que 1,00 é o pior número e 0,00 é o melhor. A participação dos 20% da população mais rica da cidade no rendimento total municipal era de 53,6%, ou seja, 26,7 vezes superior à dos 20% mais pobres, que era de 2,0%.
De acordo com dados do censo de 2010 realizado pelo IBGE, a população de Alvarenga está composta por: 3 313 católicos (74,55%), 980 evangélicos (22,04%), 143 pessoas sem religião (3,21%), três de outras denominações cristãs (0,07%) e cinco de religiosidade não determinada (0,13%).

## Política e administração
A administração municipal se dá pelos Poderes Executivo e Legislativo. O Executivo é exercido pelo prefeito, auxiliado pelo seu gabinete de secretários. O primeiro representante do Poder Executivo de Alvarenga foi Simeão Pena de Faria, que foi empossado em 1º de março de 1963, após a instalação do município. No entanto, Antônio de Sousa Peixoto foi o primeiro prefeito eleito, após vencer as primeiras eleições, realizadas a 30 de junho daquele ano. O prefeito que venceu as eleições municipais de 2024 foi Gustavo Felício Júnior (Geraldo da Saúde), eleito pelo Partido dos Trabalhadores (PT) com 52,87% dos votos válidos, ao lado de Hermes Simão de Matos (o Hermes do Moacir, PV) como vice-prefeito. O Poder Legislativo, por sua vez, é constituído pela Câmara Municipal, composta por nove vereadores. Cabe à casa elaborar e votar leis fundamentais à administração e ao Executivo, especialmente o orçamento participativo (Lei de Diretrizes Orçamentárias).
Em complementação ao processo Legislativo e ao trabalho das secretarias, existem também conselhos municipais em atividade, entre os quais dos direitos da criança e do adolescente e e tutelar, criados em 2009. Alvarenga se rege por sua lei orgânica, que foi elaborada em 26 de abril de 2006, deliberada em 2 de maio de 2012 e aprovada em outubro de 2012, e é termo da Comarca de Conselheiro Pena, do Poder Judiciário estadual, de primeira entrância, juntamente com os municípios de Cuparaque, Goiabeira e Tumiritinga. O município possuía, em março de 2017, 4 405 eleitores, de acordo com o Tribunal Superior Eleitoral (TSE), o que representa 0,028% do eleitorado mineiro.

## Economia
No Produto Interno Bruto (PIB) de Alvarenga, destacam-se a agropecuária e a área de prestação de serviços. De acordo com dados do IBGE, relativos a 2011, o PIB do município era de R$ 30 940 mil. 819 mil eram de impostos sobre produtos líquidos de subsídios a preços correntes e o PIB per capita era de R$ 7 054,15. Em 2010, 46,73% da população maior de 18 anos era economicamente ativa, enquanto que a taxa de desocupação era de 6,24%.
Salários juntamente com outras remunerações somavam 2 509 mil reais e o salário médio mensal de todo município era de 1,3 salários mínimos. Havia 52 unidades locais e 52 empresas atuantes. Segundo o IBGE, 57,34% das residências sobreviviam com menos de salário mínimo mensal por morador (804 domicílios), 10,99% sobreviviam com entre um e três salários mínimos para cada pessoa (154 domicílios), 0,71% recebiam entre três e cinco salários (dez domicílios), 0,29% tinham rendimento mensal acima de cinco salários mínimos (quatro domicílios) e 7,70% não tinham rendimento (108 domicílios).
Setor primário
| Produção de milho, cana-de-açúcar e mandioca (2012) | Produção de milho, cana-de-açúcar e mandioca (2012) | Produção de milho, cana-de-açúcar e mandioca (2012) |
| --------------------------------------------------- | --------------------------------------------------- | --------------------------------------------------- |
| Produto                                             | Área colhida (hectares)                             | Produção (tonelada)                                 |
| Milho                                               | 500                                                 | 1 800                                               |
| Cana-de-açúcar                                      | 20                                                  | 940                                                 |
| Mandioca                                            | 15                                                  | 188                                                 |

A pecuária e a agricultura representam o segundo setor mais relevante na economia de Alvarenga. Em 2011, de todo o PIB da cidade, 9 268 mil reais era o valor adicionado bruto da agropecuária, enquanto que em 2010, 45,69% da população economicamente ativa do município estava ocupada no setor. Segundo o IBGE, em 2012 o município possuía um rebanho de 14 633 bovinos, 107 caprinos, 297 equinos, 89 muares, 134 ovinos, 427 suínos e 6 576 aves, entre estas 2 309 galinhas e 4 267 galos, frangos e pintinhos. Neste mesmo ano, a cidade produziu 3 444 mil litros de leite de 2 919 vacas, 9 mil dúzias de ovos de galinha e 150 quilos de mel de abelha.
Na lavoura temporária, são produzidos principalmente o milho (1 800 toneladas produzidas e 500 hectares cultivados), a cana-de-açúcar (940 toneladas e 20 hectares) e a mandioca (188 toneladas e 15 hectares), além do arroz e do feijão. Já na lavoura permanente, destacam-se o café (829 toneladas produzidas e 852 hectares cultivados), a banana (110 toneladas produzidas e onze hectares cultivados) e a laranja (66 toneladas e seis hectares), além do coco-da-baía, do limão e da manga.
Setores secundário e terciário
A indústria, em 2011, era o setor menos relevante para a economia do município. 2 886 reais do PIB municipal eram do valor adicionado bruto do setor secundário. A produção industrial ainda é incipiente na cidade, mesmo que comece a dar sinais de aprimoramento, sendo resumida principalmente à extração de madeira. Em 2012, de acordo com o IBGE, foram extraídos 466 metros cúbicos de madeira em tora destinada à produção papel e celulose e segundo estatísticas do ano de 2010, 2,97% dos trabalhadores de Alvarenga estavam ocupados no setor industrial. Neste mesmo ano, 9,31% da população ocupada estava empregada no setor de construção, 0,80% nos setores de utilidade pública, 6,31% no comércio e 31,32% no setor de serviços e em 2011, 17 967 reais do PIB municipal eram do valor adicionado bruto do setor terciário.

## Infraestrutura

### Saúde e educação

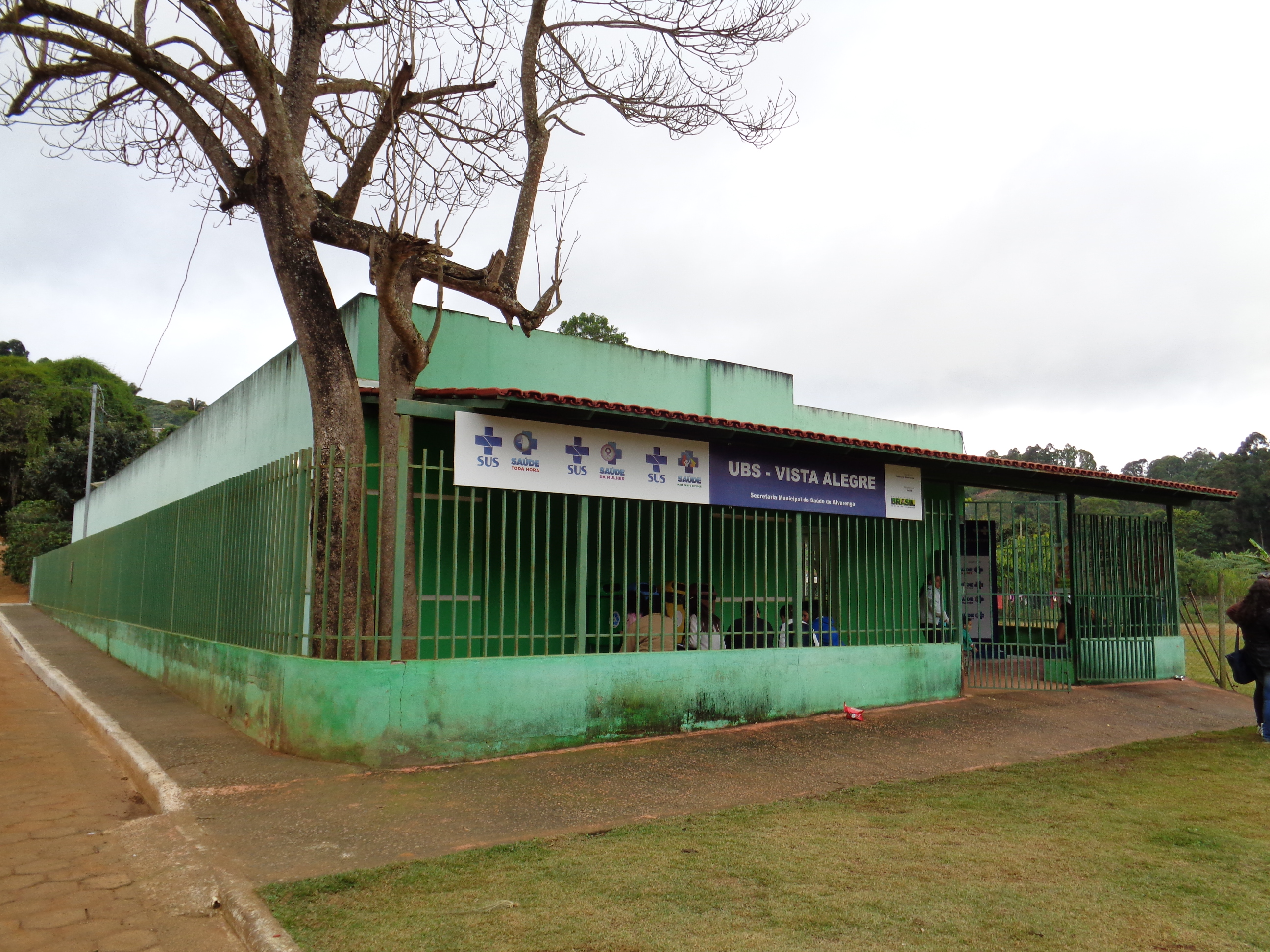
Unidade Básica de Saúde no povoado de Vista Alegre.

Em 2009, o município possuía três estabelecimentos de saúde entre hospitais, pronto-socorros, postos de saúde e serviços odontológicos, sendo todos públicos municipais e integrantes do Sistema Único de Saúde (SUS). Em 2012, 100% das crianças menores de 1 ano de idade estavam com a carteira de vacinação em dia. Em 2011, foram registrados 50 nascidos vivos, sendo que o índice de mortalidade infantil neste ano foi de 20 óbitos de crianças menores de cinco anos de idade a cada mil nascidos vivos. Em 2010, 4,11% das mulheres de 10 a 17 anos tiveram filhos (todas acima dos 15 anos) e a taxa de atividade entre meninas de 10 a 14 anos era de 4,56%. Do total de crianças menores de dois anos pesadas pelo Programa Saúde da Família em 2012, nenhuma apresentava desnutrição.
Na área da educação, o Índice de Desenvolvimento da Educação Básica (IDEB) médio entre as escolas públicas de Alvarenga era, no ano de 2011, de 5,3 (numa escala de avaliação que vai de nota 1 à 10), sendo que a nota obtida por alunos do 5º ano (antiga 4ª série) foi de 6,5 e do 9º ano (antiga 8ª série) foi de 4,2; o valor das escolas públicas de todo o Brasil era de 4,0. Em 2010, 3,13% das crianças com faixa etária entre seis e quatorze anos não estavam cursando o ensino fundamental. A taxa de conclusão, entre jovens de 15 a 17 anos, era de 35,3% e o percentual de alfabetização de jovens e adolescentes entre 15 e 24 anos era de 97,8%. A distorção idade-série entre alunos do ensino fundamental, ou seja, com com idade superior à recomendada, era de 9,6% para os anos iniciais e 34,4% nos anos finais e, no ensino médio, a defasagem chegava a 40,2%. Dentre os habitantes de 18 anos ou mais, 26,56% tinham completado o ensino fundamental e 14,18% o ensino médio, sendo que a população tinha em média 7,86 anos esperados de estudo.
Em 2010, de acordo com dados da amostra do censo demográfico, da população total, 1 402 habitantes frequentavam creches e/ou escolas. Desse total, 30 frequentavam creches, 70 estavam no ensino pré-escolar, 133 na classe de alfabetização, 26 na alfabetização de jovens e adultos, 825 no ensino fundamental, 155 no ensino médio, 48 na educação de jovens e adultos do ensino fundamental, 55 na educação de jovens e adultos do ensino médio, nove na especialização de nível superior, 48 em cursos superiores de graduação e cinco em mestrado. 3 042 pessoas não frequentavam unidades escolares, sendo que 813 nunca haviam frequentado e 2 229 haviam frequentado alguma vez. O município contava, em 2012, com 1 008 matrículas nas instituições de ensino da cidade e dentre as doze escolas que ofereciam ensino fundamental, onze pertenciam à rede pública municipal e uma à rede estadual, sendo esta a Escola Estadual Governador Bias Fortes, que também fornecia o ensino médio.
| Ensino pré-escolar | 88  | 5  | 2  |
| Ensino fundamental | 716 | 54 | 12 |
| Ensino médio       | 204 | 16 | 1  |

### Habitação e serviços básicos

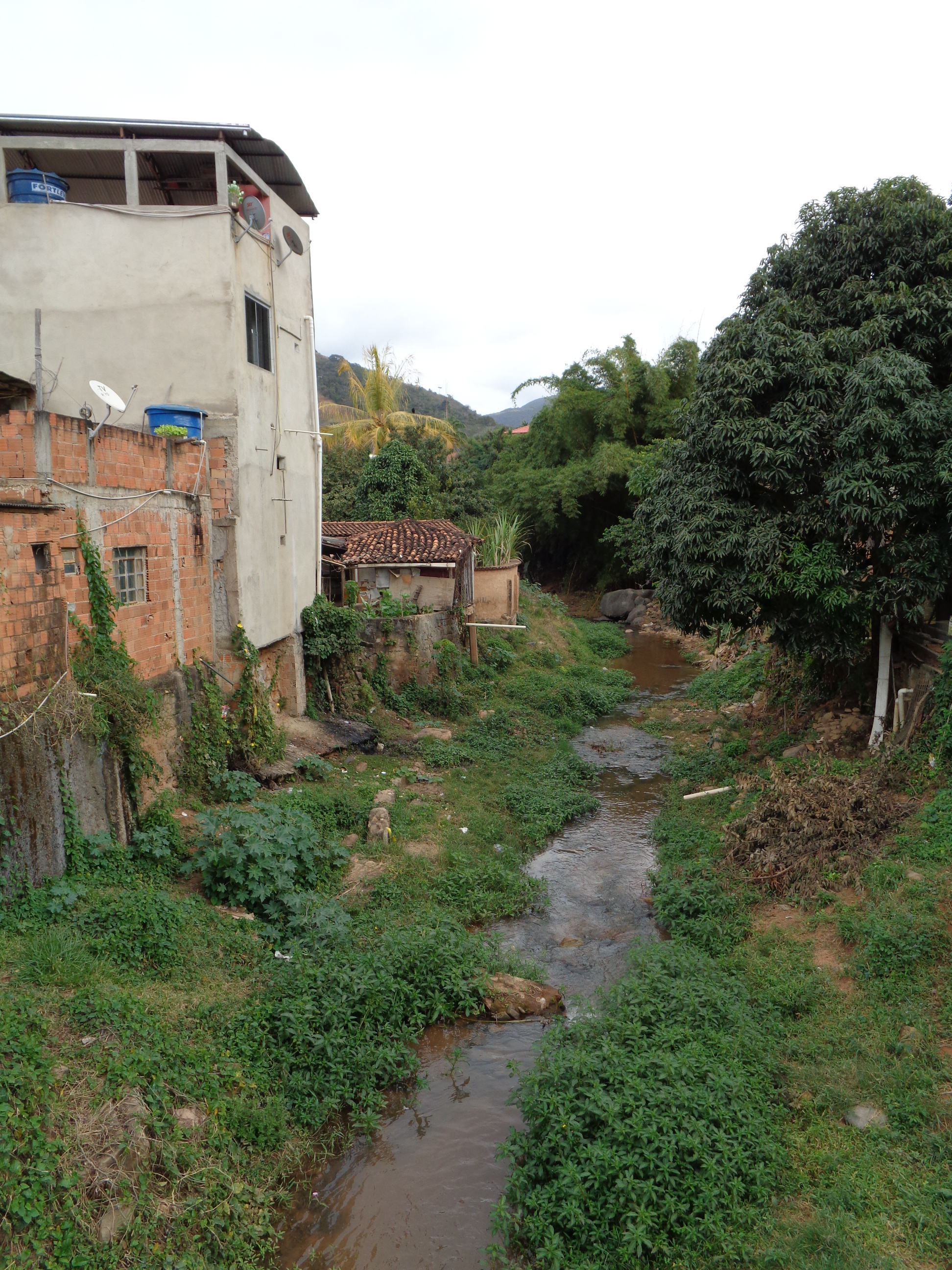
Habitações ao lado de córrego em Alvarenga.

No ano de 2010, a cidade tinha 1 402 domicílios particulares permanentes. Desse total, 1 394 eram casas, sete eram apartamentos e um era casa de vila ou em condomínio. Do total de domicílios, 1 037 são imóveis próprios (todos já quitados), 116 foram alugados, 239 foram cedidos (53 cedidos por empregador e 186 cedidos de outra forma) e dez foram ocupados sob outra condição. Parte dessas residências conta com água tratada, energia elétrica, esgoto, limpeza urbana, telefonia fixa e telefonia celular. 688 domicílios eram atendidos pela rede geral de abastecimento de água (49,07% do total); 1 367 (97,50%) possuíam banheiros para uso exclusivo das residências; 701 (50,0% deles) eram atendidos por algum tipo de serviço de coleta de lixo; e 1 369 (97,64%) possuíam abastecimento de energia elétrica.
O código de área (DDD) de Alvarenga é 33 e o Código de Endereçamento Postal (CEP) vai de 35249-000 a 35249-999. No dia 10 de novembro de 2008, o município passou a ser servido pela portabilidade, juntamente com outros municípios com o mesmo DDD. A portabilidade é um serviço que possibilita a troca da operadora sem a necessidade de se trocar o número do aparelho.
Entre 2009 e 2011, foram registrados quatro homicídios (dois em 2009, um em 2010 e um em 2011) e dois óbitos por acidentes de trânsito (um em 2010 e um em 2011). De 2006 a 2008, também foram registrados dois suicídios (um em 2007 e outro em 2008). A responsável pelo serviço de abastecimento de energia elétrica é a Companhia Energética de Minas Gerais (Cemig). Segundo a empresa, em 2003 havia 1 345 consumidores e foram consumidos 1 474 767 KWh de energia. Já o serviço de abastecimento de água e coleta de esgoto da cidade é feito pela Companhia de Saneamento de Minas Gerais (Copasa), sendo que em 2008 havia 910 unidades consumidoras e eram distribuídos em média 370 m³ de água tratada por dia.

### Transportes

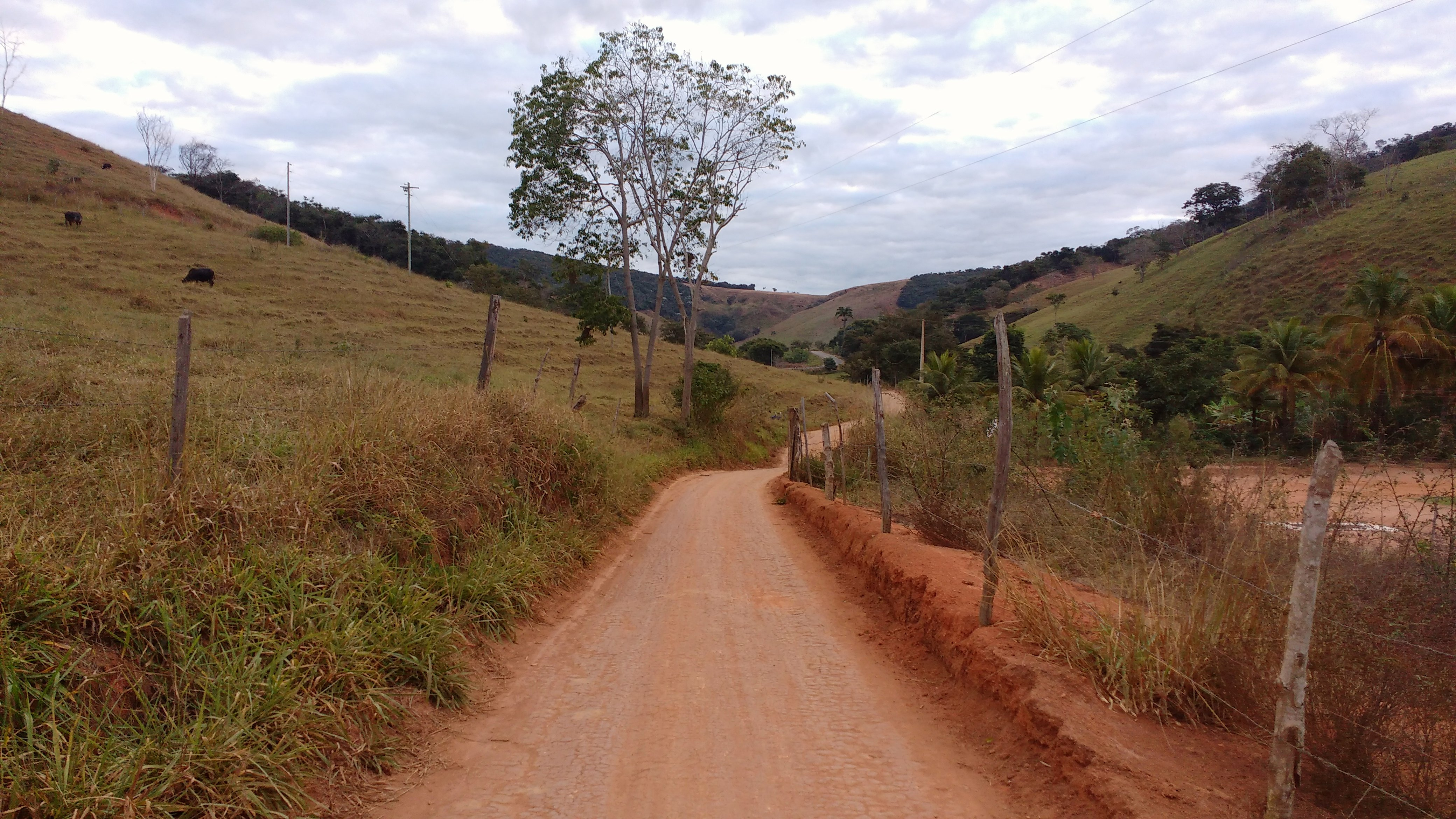
Estrada de terra no município.

A frota municipal no ano de 2012 era de 1 285 veículos, sendo 403 automóveis, 33 caminhões, um caminhão-trator, 49 caminhonetes, 14 caminhonetas, dois micro-ônibus, 767 motocicletas, três motonetas, 12 ônibus e um classificado como outro tipo de veículo. Alvarenga possui acesso a duas rodovias federais: a BR-259, que começa em João Neiva, no Espírito Santo, passa por Governador Valadares e termina em Felixlândia, na região central mineira, e liga o município e outras cidades à BR-381 e, posteriormente, às regiões do Vale do Aço e de Belo Horizonte; e a BR-120, que começa em Arraial do Cabo, no litoral do Rio de Janeiro, passa por cidades mineiras como Viçosa e Itabira e termina em Araçuaí. A Viação Dois Irmãos disponibiliza linhas que ligam a cidade a Inhapim e Conselheiro Pena, dentre outras localidades da região.

## Cultura

### Instituições culturais

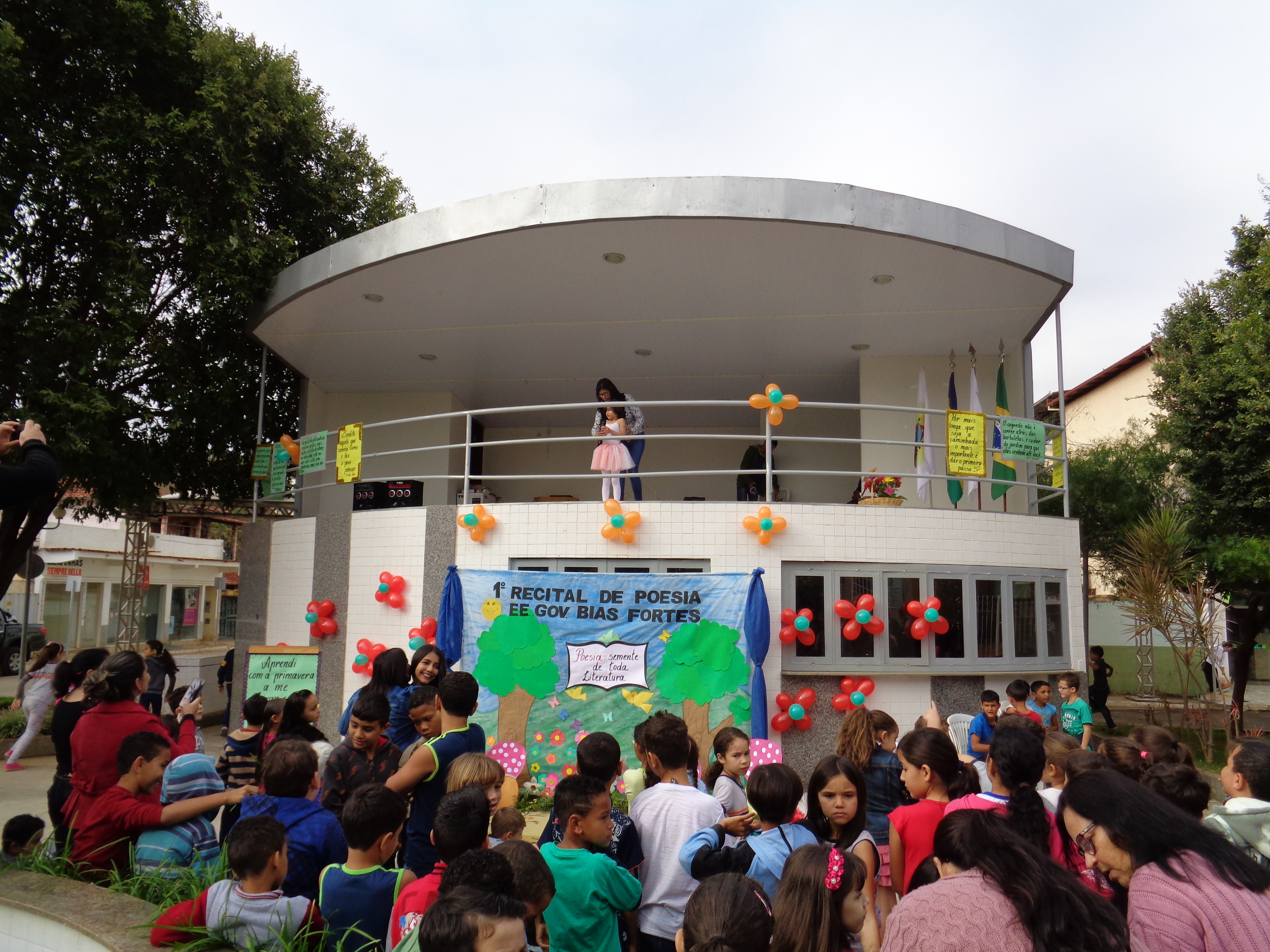
Recital de Poesia da Escola Estadual Gov. Bias Fortes.

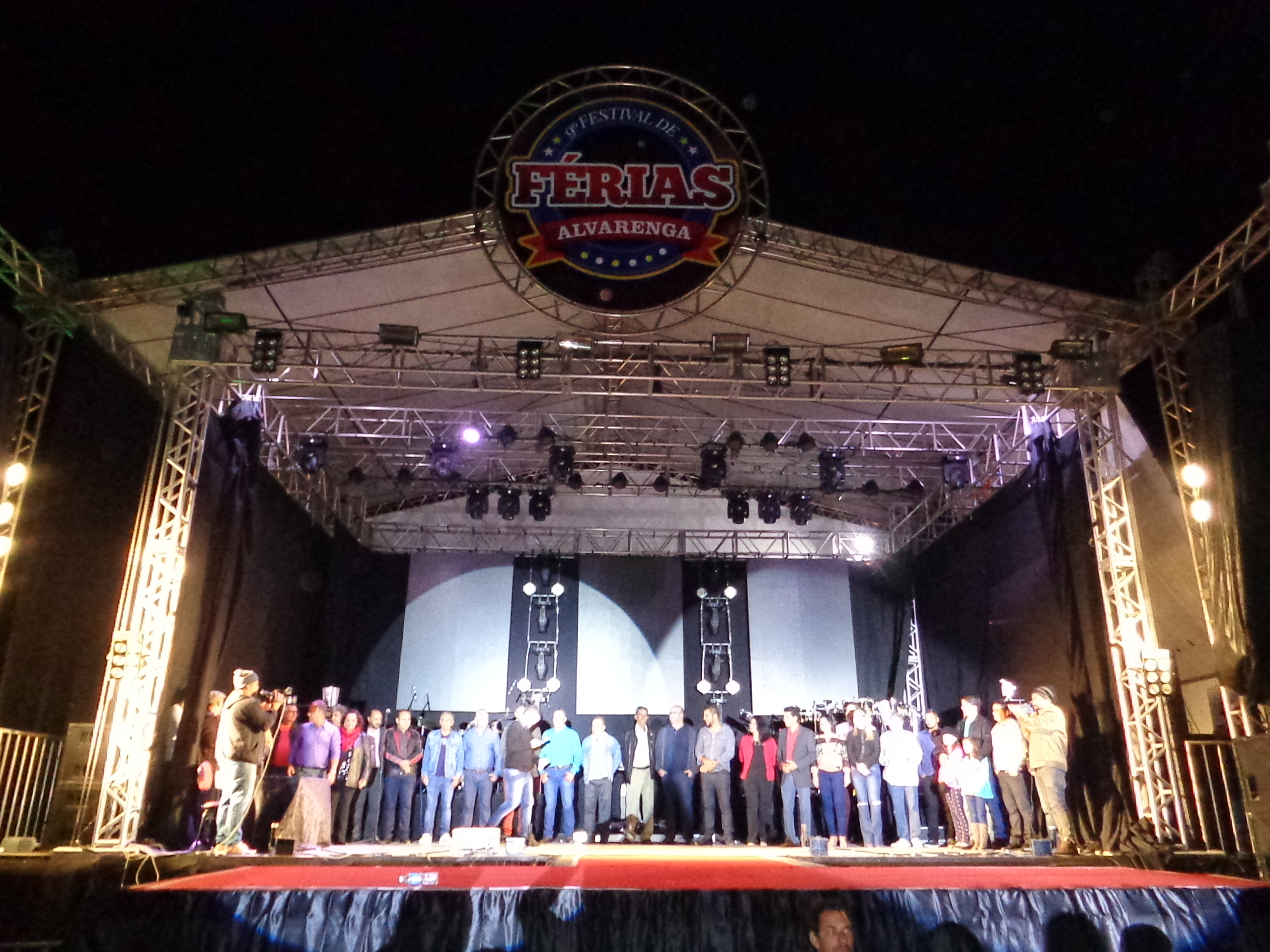
Palco do Festival de Férias de Alvarenga, em julho de 2017.

Alvarenga conta com um conselho municipal de preservação do patrimônio, de caráter consultivo, deliberativo e fiscalizador, sendo paritário e criado em 2007. Também há legislações municipais de proteção aos patrimônios culturais material e imaterial, ministradas por uma secretaria municipal exclusiva, que é o órgão gestor da cultura no município. Dentre os espaços culturais, destaca-se a existência de uma biblioteca mantida pelo poder público municipal e estádios ou ginásios poliesportivos, segundo o IBGE em 2005 e 2012. Há existência de equipes artísticas de dança, bandas musicais, grupos de capoeira e blocos carnavalescos, de acordo com o IBGE em 2012. O artesanato também é uma das formas mais espontâneas da expressão cultural alvarenguense, sendo que, segundo o IBGE, as principais atividades artesanais desenvolvidas em Alvarenga são o bordado, a renda e trabalhos envolvendo materiais recicláveis.

### Atrativos e eventos
Dentre os principais eventos realizados regularmente em Alvarenga, que configuram-se como importantes atrativos, destacam-se o Carnaval da cidade, o Alvarenga Folia, em fevereiro ou março, com desfiles dos blocos carnavalescos do município e espetáculos musicais com bandas regionais durante quatro dias de festas; as festividades do aniversário de emancipação política, que é comemorado em 1º de março mas tem programação que envolve dias seguidos de espetáculos, concursos, eventos religiosos e inaugurações; as comemorações da Festa de Nossa Senhora da Saúde, padroeira municipal, celebrada em maio; as festas juninas, entre junho e julho, com apresentações de quadrilha, espetáculos musicais e barraquinhas com comidas típicas; o Rodeio Country, normalmente realizado em julho. O Desfile Cívico de 7 de setembro, em homenagem ao aniversário da Independência do Brasil; as festividades do Dia das Crianças, em 12 de outubro; e as comemorações de Natal e Ano-Novo.
A Quadra Poliesportiva Pedro Marcelino de Souza foi inaugurada em 25 de setembro de 1983 e tem capacidade para cerca de 700 pessoas, sendo palco de eventos esportivos e festividades. Os poucos remanescentes naturais propiciam a prática do ecoturismo, ainda pouco explorado, através de passeios ecológicos e da atividade de ecologistas e ambientalistas.

### Feriados
Em Alvarenga há um feriado municipal e oito feriados nacionais, além dos pontos facultativos. O feriado municipal é o dia do aniversário da cidade, comemorado em 1º de março.